# Ulrich Eisel
Ulrich Eisel (* 13. September 1941 in Wiesbaden) ist ein Geograph und kritischer Gesellschaftstheoretiker.

## Biographie
Nach seiner Berufsausbildung zum Kartograph absolvierte er ein Ingenieursstudium der Kartographie und arbeitete als Ing. grad. bei Eduard Imhof in Erlenbach, an der ETH Zürich sowie im Verlag Orell Füssli in Zürich. 1967 schloss er ein Studium der Geographie, Soziologie, Kartographie und Politologie an der Freien Universität Berlin an, nahm wissenschaftliche Kontakte unter anderen zu Gerhard Hard, bei dem er später promovierte, auf und war an der Herausgabe der Zeitschrift Geografiker beteiligt. Von 1974 an war er bis zu seiner Promotion in Geographie (1979) wissenschaftlicher Assistent am Institut für Anthropogeographie der FU Berlin. Anschließend war er wissenschaftlicher Mitarbeiter am Institut für Geographie der Universität Osnabrück, wo er seine Habilitation in Politologie ablegte. 1985 wurde er als Professor an der Technischen Universität Berlin Fachbereich Landschaftsentwicklung (später Umwelt und Gesellschaft) berufen und hat dort bis zu seinem Ruhestand im Jahr 2000 das Fachgebiet Sozialwissenschaftliche Humanökologie (später Kulturgeschichte der Natur) geleitet.
Unter den deutschen Geographen gehört Eisel den methodenkritischen Geographen an, zu denen z. B. auch Gerhard Hard, Dietrich Bartels, Benno Werlen und Hans-Dietrich Schultz gehören. Eisels Arbeiten galten zunächst der kritischen Geographie. Später widmete Eisel sich in seinen Veröffentlichungen der Wissenschaftstheorie, der Paradigmengeschichte der Landschaftsplanung sowie der Kulturgeschichte der Natur und später der Ideengeschichte des Naturschutzes, der nachhaltigen Landschaftsentwicklung und der Ästhetik. Er betrachtet die Fachpolitik der Landschafts- und Raumplanung aus einer philosophischen und gesellschaftskritischen Perspektive.

## Veröffentlichungen

### Monographien
- Ulrich Eisel: Die Entwicklung der Anthropogeographie von einer "Raumwissenschaft" zur Gesellschaftswissenschaft. Gesamthochschul-Bibliothek, Kassel 1980, ISBN 978-3-88122-055-2 (Urbs et regio: Kasseler Schriften zur Geografie und Planung Nr. 17; Dissertation).
- Ulrich Eisel: Die Natur der Wertform und die Wertform der Natur: Studien zu einem dialektischen Naturalismus. Universität Osnabrück, Osnabrück 1984 (Habilitationsschrift).
- Ulrich Eisel: Abenteuer, Brüche, Sicherheiten und Erschütterungen in der Landschaftsarchitektur? Über den Unterschied zwischen Theorie und Fachpolitik – sowie einige Auskünfte über eine Schule. Kassel University Press, Kassel 2011, ISBN 978-3-86219-134-5.
- Ulrich Eisel: Individualität als Entwicklungsprinzip. Band 1: Humanismus im Widerspruch. Westfälisches Dampfboot, Münster 2021. (485 Seiten) https://www.dampfboot-verlag.de/shop/artikel/individualitaet-als-entwicklungsprinzip.
- Ulrich Eisel: Individualität als Entwicklungsprinzip. Band 2: Erdverbundene Geschichte. Westfälisches Dampfboot. Münster 2021. (598 Seiten) https://www.dampfboot-verlag.de/shop/artikel/individualitaet-als-entwicklungsprinzip_1.

### Sammelwerke
- Ulrich Eisel und Stefanie Schultz (Hrsg.): Geschichte und Struktur der Landschaftsplanung. Technische Universität Berlin, Berlin 1991, ISBN 978-3-7983-1461-0 (Landschaftsentwicklung und Umweltforschung Nr. 83).
- Ulrich Eisel und Hans-Dietrich Schultz (Hrsg.): Geographisches Denken. Gesamthochschul-Bibliothek, Kassel 1997, ISBN 978-3-88122-891-6 (Urbs et regio: Kasseler Schriften zur Geografie und Planung, Sonderband).
- Ulrich Eisel: Landschaft und Gesellschaft. Räumliches Denken im Visier. IN: B. Belina, B. Michel und M. Wissen [Hrsg.]: Raumproduktionen: Theorie & gesellschaftliche Praxis. Band 5, Westfälisches Dampfboot Münster 2009, 308 Seiten. ISBN 978-3-89691-772-0
- Ulrich Eisel und Stefan Körner (Hrsg.): Befreite Landschaft: Moderne Landschaft ohne arkadischen Ballast?. Technische Universität München, Freising 2009, ISBN 978-3-931472-16-0 (Beiträge zur Kulturgeschichte der Natur Nr. 18).

### Aufsätze (Auswahl)
- Ulrich Eisel: Regionalismus und Industrie. Über die Unmöglichkeit einer Gesellschaftswissenschaft als Raumwissenschaft. In: Peter Sedlacek und Günther Beck (Hrsg.): Kultur-/Sozialgeographie: Beiträge zu ihrer wissenschaftstheoretischen Grundlegung. UTB/Schöningh, Paderborn 1982, ISBN 978-3-506-99326-7, S. 125–150.
- Ulrich Eisel: Die schöne Landschaft als kritische Utopie oder als konservatives Relikt: Über die Kristallisation gegnerischer politischer Philosophien im Symbol „Landschaft“. In: Soziale Welt. Band 38, Nr. 2, 1982, ISSN 0038-6073, S. 157–168.
- Ulrich Eisel: Landschaftskunde als „materialistische Theologie“. Ein Versuch aktualistischer Geschichtsschreibung der Geographie. In: Gerhard Bahrenberg und Gerhard Hard (Hrsg.): Geographie des Menschen: Dietrich Bartels zum Gedenken, Universität Bremen, Bremen 1987, ISBN 978-3-88722-168-3, S. 89–110 (Bremer Beiträge zur Geographie und Raumplanung Nr. 11).
- Ulrich Eisel: Warnung vor dem Leben. Gesellschaftstheorie als „Kritik der Politischen Biologie“. In: Dieter Hassenpflug: Industrialismus und Ökoromantik: Geschichte und Perspektiven der Ökologisierung. Deutscher Universitäts-Verlag, Wiesbaden 1991, ISBN 978-3-8244-4077-1, S. 159–192.
- Ulrich Eisel: Individualität als Einheit der konkreten Natur: Das Kulturkonzept der Geographie. In: Bernhard Glaeser und Parto Teherani-Krönner (Hrsg.): Humanökologie und Kulturökologie. Grundlagen, Ansätze, Praxis. Westdeutscher Verlag, Opladen 1992, ISBN 978-3-531-12375-2, S. 107–151.
- Ulrich Eisel: Die Schuld, die Heuchelei, die Korruption. Gedanken über die Deutschen und einen Christen. In: Kursbuch, H. 109, 1992, S. 111–127.
- Ulrich Eisel: Hat Goldmund jemals Narziss berührt? Über den Geschmack der Reflexion. In: R.-J. Heger, H. Manthey, [Hrsg.]: LernLiebe. Über den Eros beim Lehren und Lernen. Weinheim 1993, S. 192–206.
- Ulrich Eisel: Das Raumparadigma in den Umweltwissenschaften. In: Nachrichtenblatt zur Stadt- und Regionalsoziologie, Band 8, Nr. 1, 1993, S. 27–39.
- Ulrich Eisel: Triumph des Lebens. Der Sieg christlicher Wissenschaft über den Tod in Arkadien. In: Ulrich Eisel, Hans-Dietrich Schultz [Hrsg.]: Geographisches Denken. Urbs et Regio, Kasseler Schriften zur Geographie und Planung, Bd. 65, Kassel 1997, S. 39–160. https://ueisel.de/fileadmin/dokumente/eisel/Triumph_des_Lebens/Triumph_des_Lebens_PDF_2.pdf (Auszug: https://ueisel.de/fileadmin/dokumente/eisel/Das_Zeitalter_der_Woelfe/Eisel_Arkadien-Auszug_fertig_1.pdf)
- Ulrich Eisel: Unbestimmte Stimmungen und bestimmte Unstimmigkeiten. Über die guten Gründe der deutschen Landschaftsarchitektur für die Abwendung von der Wissenschaft und die schlechten Gründe für ihre intellektuelle Abstinenz – mit Folgerungen für die Ausbildung in diesem Fach. In: St. Bernard, Ph. Sattler [Hrsg.]: Vor der Tür. Aktuelle Landschaftsarchitektur aus Berlin. München 1997, S. 17–33. https://ueisel.de/fileadmin/dokumente/eisel/Unbestimmte_Stimmungen/Eisel_Unbestimmte_Stimmungen_fertig.pdf
- Ulrich Eisel, D. Bernard, Ludwig Trepl: Theorie und Gefühl – Zur Anmutungsqualität innerstädtischer Brachflächen. In: BrachFlächenRecycling, H. 1, 1998, S. 51–59. https://ueisel.de/fileadmin/dokumente/eisel/Theorie_und_Gefuehl/Eisel_Theorie_und_Gefuehl_fertig_1__BRACHNEU_.pdf
- Ulrich Eisel: Angst vor der Landschaft. In: Erdkunde, Bd. 55, H. 2, 2001, S. 152–171. http://www.erdkunde.uni-bonn.de/archive/2001/angst-vor-der-landschaft.-ein-wissenschaftlicher-essay
- Ulrich Eisel: Das Leben ist nicht einfach wegzudenken. In: A. Lotz, J. Gnädinger [Hrsg.]: Wie kommt die Ökologie zu ihren Gegenständen? Gegenstandskonstitution und Modellierung in den ökologischen Wissenschaften. Beiträge zur Jahrestagung des Arbeitskreises Theorie in der Ökologie in der Gesellschaft für Ökologie vom 21.–23. Feb. 2001, Theorie der Ökologie, Bd. 7, Frankfurt am Main 2002, S. 129–151. https://ueisel.de/fileadmin/dokumente/eisel/Das_Leben_ist_nicht_einfach/Eisel_Leben_nicht_weg_fertig_1.pdf
- Ulrich Eisel: Tabu Leitkultur. Natur und Landschaft, Jg. 78, H. 9/10, 2003 (Themenheft "Heimat – ein Tabu im Naturschutz?"), S. 409–417. https://ueisel.de/fileadmin/dokumente/Tabu_Leitkultur-2003.pdf
- Ulrich Eisel: Braucht Heimatliebe Fürsprecher? Über ein Tabu, das keines ist und eine Selbstverständlichkeit, die tabu ist. Natur und Landschaft, Jg. 78, H. 12, 2003, S. 543–545. Nachgedruckt in: R. Piechocki, N. Wiersbinski [Hrsg.]: Heimat und Naturschutz. Die Vilmer Thesen und ihre Kritiker. Naturschutz und biologische Vielfalt, H. 47, Veröffentlichungen des Bundesamtes für Naturschutz, Bonn – Bad Godesberg, S. 77–83.
- Nagel, A., Ulrich Eisel: Ethische Begründungen für den Schutz der Natur. In: S. Körner, A. Nagel, Ulrich Eisel: Naturschutzbegründungen. BfN-Schriftenreihe für Landschaftspflege und Naturschutz, Münster-Hiltrup 2003, S. 52–107.
- Nagel, A., Ulrich Eisel: Ökonomische Argumente im Naturschutz. In: S. Körner, A. Nagel, Ulrich Eisel: Naturschutzbegründungen. BfN-Schriftenreihe für Landschaftspflege und Naturschutz, Münster-Hiltrup 2003, S. 109–147.
- Ulrich Eisel: Naturbilder sind keine Bilder aus der Natur. Orientierungsfragen an der Nahtstelle zwischen subjektivem und objektivem Sinn. GAIA, Jg. 13, H. 2, 2004, S. 92–98. https://ueisel.de/fileadmin/dokumente/schriften/Naturbilder_sind_keine_Bilder_aus_der_Natur_-_Gaia.pdf
- Ulrich Eisel: Konkreter Mensch im konkreten Raum. Individuelle Eigenart als Prinzip objektiver Geltung In: H.-D. Schultz [Hrsg.]: ¿Geographie? Teil 3 (Ergänzungsband): Antworten vom 18. Jahrhundert bis zur Gegenwart. Arbeitsberichte, Geographisches Institut, Humboldt-Universität zu Berlin, Heft 100, Berlin 2004, (ISSN 0947-0360) S. 197–210. https://ueisel.de/fileadmin/dokumente/eisel/Konkreter_Mensch_in_konkreter_Natur/Eisel_Konkreter_Mensch_im_konkreten_Raum__umformatiert_.pdf
- Ulrich Eisel: Über Motive, Mängel, Missverständnisse, Marotten und Moden. In: S. Schöbel [Hrsg.]: Aufhebungen. Urbane Landschaftsarchitektur als Aufgabe. Berlin 2004, S. 5–14.
- Ulrich Eisel: Wann ist die Eigenart der Landschaft schön? Über die Nutzlosigkeit allgemeiner Vielfalt für die Landschaftserfahrung. In: S. Schöbel [Hrsg.]: Aufhebungen. Urbane Landschaftsarchitektur als Aufgabe. Berlin 2004, S. 15–37
- Ulrich Eisel: Replik: Von Gräben, Brücken und Bauarbeitern. GAIA, Jg. 13, H. 4, 2004, S. 239. https://ueisel.de/fileadmin/dokumente/schriften/Zur_Logik_gesellschaftlicher_Naturbilder-GAIA_4_04_p237_239.pdf
- Ulrich Eisel: Politische Schubladen als theoretische Heuristik. Methodische Aspekte politischer Bedeutungsverschiebungen in Naturbildern. In: Ludwig Fischer: Projektionsfläche Natur. Zum Zusammenhang von Naturbildern und gesellschaftlichen Verhältnissen. Hamburg University Press, Hamburg 2004, ISBN 978-3-937816-01-2, S. 29–43 (Tagungsband).
- Ulrich Eisel: Das Leben im Raum und das politische Leben von Theorien in der Ökologie In: Michael Weingarten (Hrsg.): Strukturierung von Raum und Landschaft: Konzepte in Ökologie und der Theorie gesellschaftlicher Naturverhältnisse. Westfälisches Dampfboot, Münster 2005, ISBN 978-3-89691-580-1, S. 42–62 (Tagungsband).
- Ulrich Eisel: Die immerwährende Utopie. Landschaft als kulturelle Kraft. In: Landschaftskult. Natur als kulturelle Herausforderung. Politische Ökologie 96, 2005, S. 14–18. https://ueisel.de/fileadmin/dokumente/schriften/Die_immerwaehrende_Utopie.pdf
- Ulrich Eisel: Kurzkommentar zu Martin Gorkes Kritik am Kapitel "Ethische Begründungen für den Schutz der Natur" in der Schrift "Naturschutzbegründungen". Natur und Landschaft, Jg. 81, H. 1, 2006, S. 55–56.
- Ulrich Eisel: Die Struktur politischer Geltung des Bürgers und die Struktur der Erfahrungswissenschaft. Teil I in: Eisel, U., Körner, S., Die Versachlichung der Welt. Über die Rolle der Wissenschaft in der Demokratie. In: U. Eisel, S. Körner [Hrsg.]: Landschaft in einer Kultur der Nachhaltigkeit, Band 1. Die Verwissenschaftlichung kultureller Qualität. Arbeitsberichte des Fachbereichs Architektur Stadtplanung Landschaftsplanung, Heft 163, Universität Kassel, Kassel 2006, S. 8–17. http://kobra.bibliothek.uni-kassel.de/bitstream/urn:nbn:de:hebis:34-2008031720776/1/DieVerwissenschaftlichungKulturellerQualitaet.pdf
- Ulrich Eisel: Landschaftliche Vielfalt mit und ohne Sinn. Über den Nutzen einer Methode in der Landschaftsplanung und im Naturschutz. In: U. Eisel, S. Körner [Hrsg.]: Landschaft in einer Kultur der Nachhaltigkeit, Band 1. Die Verwissenschaftlichung kultureller Qualität. Arbeitsberichte des Fachbereichs Architektur Stadtplanung Landschaftsplanung, Heft 163, Universität Kassel, Kassel 2006, S. 92–119. http://kobra.bibliothek.uni-kassel.de/bitstream/urn:nbn:de:hebis:34-2008031720776/1/DieVerwissenschaftlichungKulturellerQualitaet.pdf
- Ulrich Eisel: Emanzipation und Würde in einfachster Form. Die philosophische und politische Struktur funktionalistischer Ästhetik. In: U. Eisel, S. Körner [Hrsg.]: Landschaft in einer Kultur der Nachhaltigkeit, Band 2. Landschaftsarchitektur im Spannungsfeld zwischen Ästhetik und Nutzen. Arbeitsberichte des Fachbereichs Architektur Stadtplanung Landschaftsplanung, Heft 166, Universität Kassel, Kassel 2007. S. 56–75.
- Ulrich Eisel: Die fachpolitische Situation der Landschaftsarchitektur. Teil 2 von Eisel, U., Körner, S.: Die Gestaltung der Welt im Spannungsfeld zwischen Versachlichung und individueller Ausdruckskraft. Bedingungen für eine theoretische Auseinandersetzung in der Landschaftsarchitektur. In: U. Eisel, S. Körner [Hrsg.]: Landschaft in einer Kultur der Nachhaltigkeit, Band 2. Landschaftsarchitektur im Spannungsfeld zwischen Ästhetik und Nutzen. Arbeitsberichte des Fachbereichs Architektur Stadtplanung Landschaftsplanung, Heft 166, Universität Kassel, Kassel 2007, S. 26–41. https://kobra.bibliothek.uni-kassel.de/bitstream/urn:nbn:de:hebis:34-2008080723169/1/LandschaftKulturNachhaltigkeitII.pdf
- Ulrich Eisel: Heimatliebe diesseits von rechts und links. Eine Replik auf zwei Anwälte des richtigen Lebens. In: Piechocki, R., Wiersbinski, N. [Hrsg.]: Heimat und Naturschutz. Die Vilmer Thesen und ihre Kritiker. Naturschutz und biologische Vielfalt, H. 47, Veröffentlichungen des Bundesamtes für Naturschutz, Bonn – Bad Godesberg 2007, S. 147–193. https://ueisel.de/fileadmin/dokumente/eisel/Heimatliebe_diesseits_von_rechts_und_links/Eisel_Heimatliebe_diesseits_2.pdf
- Ulrich Eisel: Der aufrechte Gang eines Weltbürgers im tiefen Jammertal und ein entschlossener Phänomenologe im Widerstand. Über Selbstmitleid und Verfolgungswahn als theoretische Basis. In: R. Piechocki, N. Wiersbinski [Hrsg.]: Heimat und Naturschutz. Die Vilmer Thesen und ihre Kritiker. Naturschutz und biologische Vielfalt, H. 47, Veröffentlichungen des Bundesamtes für Naturschutz, Bonn – Bad Godesberg 2007, S. 225–234. https://ueisel.de/fileadmin/dokumente/eisel/Der_aufrechte_Gang_eines_Weltbuergers/Eisel_Jammertal.pdf
- Ulrich Eisel: Gesundes Volksempfinden unter der Knute intellektueller Arroganz? Replik auf Hans-Joachim Schemel. In: R. Piechocki, N. Wiersbinski [Hrsg.]: Heimat und Naturschutz. Die Vilmer Thesen und ihre Kritiker. Naturschutz und biologische Vielfalt, H. 47, Veröffentlichungen des Bundesamtes für Naturschutz, Bonn – Bad Godesberg 2007, S. 111–117.
- Ulrich Eisel: Politisch korrekte Heimat? Ein polemischer Essay über politisches Engagement in der Wissenschaft sowie einige Gedanken über die Funktionsweise von Ideen. In: R. Piechocki, N. Wiersbinski [Hrsg.]: Heimat und Naturschutz. Die Vilmer Thesen und ihre Kritiker. Naturschutz und biologische Vielfalt, H. 47, Veröffentlichungen des Bundesamtes für Naturschutz, Bonn – Bad Godesberg 2007, S. 353–402. https://ueisel.de/fileadmin/dokumente/eisel/Heimat_politisch_korrekt/Eisel_Politisch_korrekte_H__ohne_Silbentrennung_.pdf
- Ulrich Eisel: Landschaft – darum weiterdenken! Bemerkungen zur Diskussion über die Begriffe "Landschaft 2" und "Landschaft 3". Stadt und Grün. 56. Jg., H. 10, 2007, S. 50–57.
- Ulrich Eisel: Vielfalt im Naturschutz – Ideengeschichtliche Wurzeln eines Begriffs. In: Thomas Potthast (Hrsg.): Biodiversität – Schlüsselbegriff des Naturschutzes im 21. Jahrhundert? Erweiterte Ergebnisdokumentation einer Vilmer Sommerakademie. Bundesamt für Naturschutz, Bonn 2007, ISBN 978-3-7843-3948-1, S. 25–40 (Naturschutz und biologische Vielfalt Nr. 48).
- Ulrich Eisel: Moderne Geographie mit atavistischen Methoden. Über die undeutliche Wahrnehmung eines deutlichen Paradigmas. In: Ulrich Eisel und Hans-Dietrich Schultz: Klassische Geographie: Geschlossenes Paradigma oder variabler Denkstil? Eine Kritik von Ulrich Eisel und eine Replik von Hans-Dietrich Schultz. Humboldt-Universität, Berlin 2008, ISBN 978-3-9809958-8-7, S. 1–37 (Berliner Geographische Arbeiten Nr. 111).
- Ulrich Eisel: Pluralistischer Schein mit praktischem Geltungsanspruch ohne Geltung. Eine Antwort auf Martin Gorkes Stimmungsbild. In: R. Piechocki, K.-H. Erdmann [Bearb.]: Naturschutzbegründungen im Visier. Konflikte um ökologische und ethische Argumentationsmuster. Veröffentlichungen des Bundesamtes für Naturschutz, BfN-Skripten 254, Bonn – Bad Godesberg 2009, S. 53–71. https://ueisel.de/fileadmin/dokumente/eisel/Gorke-Replik/Gorke-Replik_und_Annes_Replik.pdf
- Ulrich Eisel: Objektivismuskritik. In: U. Eisel, S. Körner [Hrsg.]: Befreite Landschaft. Moderne Landschaft ohne arkadischen Ballast? Beiträge zur Kulturgeschichte der Natur, Band 18, 2009, S. 7–79. https://ueisel.de/fileadmin/dokumente/eisel/Objektivismuskritik/Eisel-neuzsges_mail2009-10-15__Gueltiger_Sonderdruck.pdf
- Ulrich Eisel: Orte als Individuen. Zur Rekonstruktion eines spatial turn in der Soziologie. In: Ulrich Eisel: Landschaft und Gesellschaft. Räumliches Denken im Visier. In: B. Belina, B. Michel und M. Wissen [Hrsg.]: Raumproduktionen: Theorie & gesellschaftliche Praxis, Band 5, Münster 2009, S. 226–279. https://ueisel.de/fileadmin/dokumente/eisel/Orte_als_Individuen/Eisel_Orte_als_Individuen_pdf.pdf
- Ulrich Eisel: Die Hintergründe des Raumes. Eine Einführung in die Verflechtung von einigen Gedanken. In: Ulrich Eisel: Landschaft und Gesellschaft. Räumliches Denken im Visier. B. Belina, B. Michel und M. Wissen [Hrsg.]: Raumproduktionen: Theorie & gesellschaftliche Praxis, Band 5, Münster 2009, 15–40. https://ueisel.de/fileadmin/dokumente/eisel/Die_Hintergruende_des_Raumes/Hintergruende.pdf
- Ulrich Eisel, Th. Kirchhoff, V. Viscenzotti, A. Voigt (Hrsg.): Sehnsucht nach Natur. Über den Drang nach draußen in der heutigen Freizeitkultur. transcript, Edition Kulturwissenschaft, Bd. 15, Bielefeld 2012, 263–285. https://ueisel.de/fileadmin/dokumente/eisel/Gespenster/Eisel_Gespenster.pdf
- Ulrich Eisel: Naturrecht [Version 1.0]. In: Glossar naturphilosophischer Grundbegriffe, www.naturphilosophie.org, 2012. Copyright beim Autor.
- Ulrich Eisel: Naturrecht [Version 1.0]. In: Naturphilosophische Grundbegriffe, www.naturphilosophie.org, 2012. Copyright beim Autor.
- Ulrich Eisel: Naturzustand [Version 1.0]. In: Glossar naturphilosophischer Grundbegriffe, www.naturphilosophie.org, 2012. Copyright beim Autor.
- Ulrich Eisel: Naturzustand [Version 1.0]. In: Naturphilosophische Grundbegriffe, www.naturphilosophie.org, 2012. Copyright beim Autor.
- Ulrich Eisel: Alte Zeiten, neue Zeiten – Ein Bericht, verbunden mit einigen Gedanken über neugierige Identitätssuche. Geographica Helvetica 69, 2014, S. 313–317. http://www.geogr-helv.net/69/issue4.html
- Ulrich Eisel: Lebenslust im Widerspruch. In: Frohmann, E. und Kirchengast, A. (Hrsg.): Landschaft und Lebenssinn. Salzburg-Wien 2016. 46–60. http://www.ueisel.de/fileadmin/dokumente/eisel/Landschaft_und_Lebenssinn/Seiten_aus_160816-ch-studio-landschaft-lebenssinn-fahnenlektorat-eisel.pdf
- Ulrich Eisel: Die Landschaft in uns und um uns herum. Gesellschaftstheoretische Annäherung an eine widersprüchlich Problemlage. Vortrag am Symposium "Wem gehört die Landschaft?". ORTE Architekturnetzwerk Niederösterreich, St. Pölten am 24. 11. 2016 https://orte-noe.at/en/bulletins/und-wem-gehoert-nun-wirklich-die-landschaft/vortrag_ulrich-eisel.pdf/view
- Ulrich Eisel: Ökonomische und politische Prinzipien im Umbruch: die "Quantitative Revolution" der Geographie als Spiegel bürgerlichen Bewusstseins. Geographica Helvetica 2017, 72, 1, 1–10. https://www.geogr-helv.net/72/55/2017/gh-72-55-2017.pdf
- Ulrich Eisel: Falsifikationistische Evolutionstheorien. Reflexionen über die Konvergenz metaphysischer, epistemologischer und biologietheoretischer Positionen am Beispiel von Karl Raimund Popper und Charles Sanders Peirce. In: Florian Bellin-Harder (Hrsg.) Landschaft und Vegetation Reflexionen zu Erkenntnistheorie, Herstellung und Interpretation (Festschrift für Stefan Körner). Transcript Verlag, Bielefeld 2024, 69–134. Open Access: https://www.transcript-verlag.de/media/pdf/32/b0/9e/oa9783839472064bLOFCTaL0hCqO.pdf